# Савичева Тетяна Миколаївна
Та́ня Са́вичева (23 лютого 1930 — 1 липня 1944) — ленінградська школярка, яка з початку блокади Ленінграда почала вести щоденник в записнику, що залишився від її старшої сестри Ніни. В цьому щоденнику всього 9 сторінок і на шести з них дати смерті близьких людей.
Роки життя: з 1930 по 1 липня 1944.
Сама Таня Савичева була евакуйована з Ленінграда влітку 1942 року до Шатковського району Горьківської області (нині Нижньогородської).
Померла 1 липня 1944 в Шатковській районній лікарні від хвороб, викликаних наслідками блокади Ленінграда.

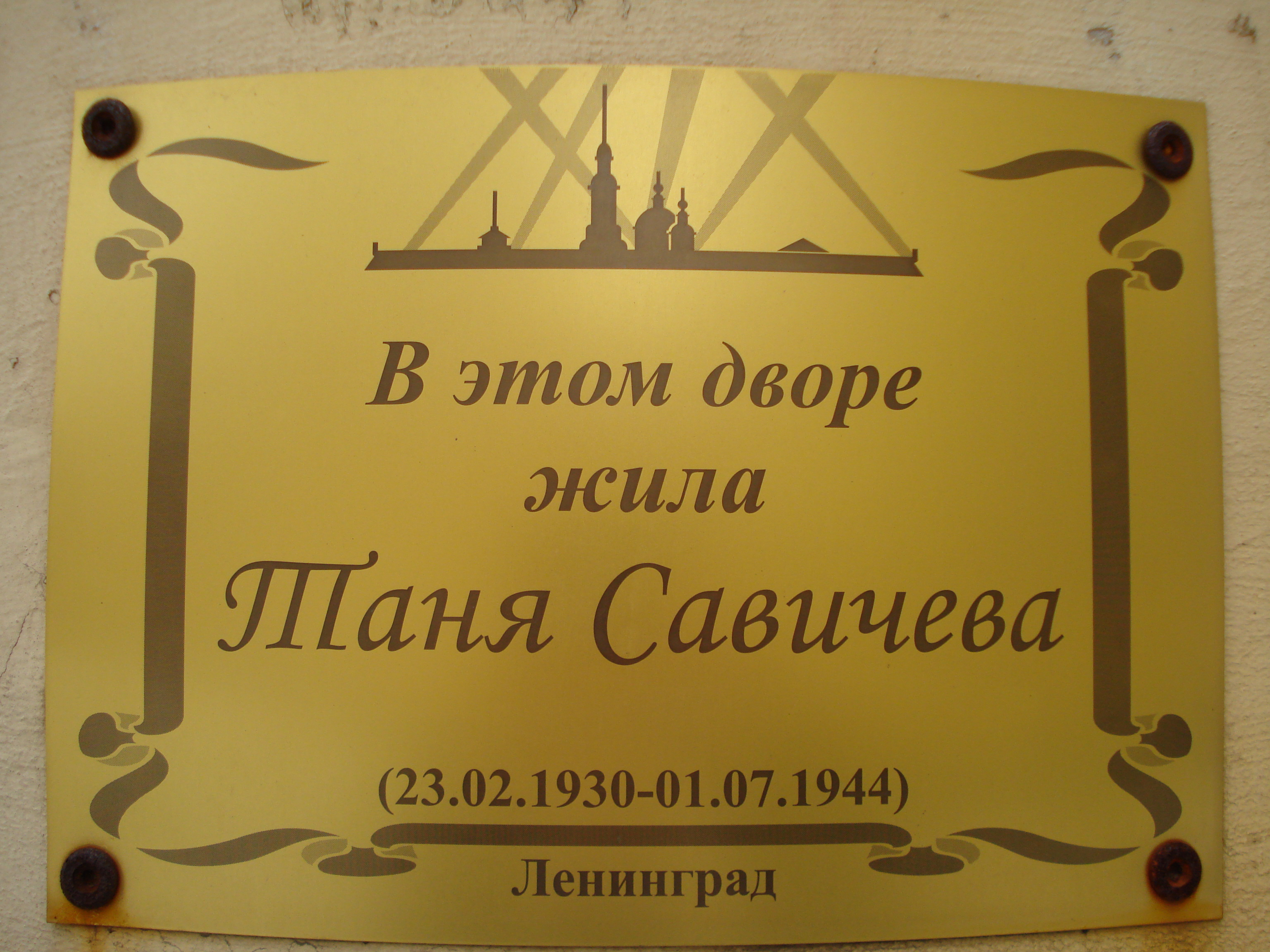
Меморіальна дошка на будинку, де жила Таня

Щоденник Тані Савичевої фігурував на процесі Нюрнберга як один із звинувачувальних документів проти фашистсько-нацистських злочинців.
Сам щоденник сьогодні виставлений в музеї історії Ленінграда, а його копія — у вітрині одного з павільйонів Піскаревського меморіального кладовища. Рядки, виведені у щоденнику, й сьогодні сколихують почуття людей, які їх перечитують.
31 травня 1981 на Шатковському кладовищі був відкритий пам'ятник — мармуровий надгробок і стела з бронзовим горельєфом (скульптор Холуєва, архітектори Гаврилов і Холуєв). Поряд зведена в 1975 році стела з барельєфним портретом дівчинки і сторінками з її щоденника.

## Щоденник Тані Савичевої

### Сторінки щоденника

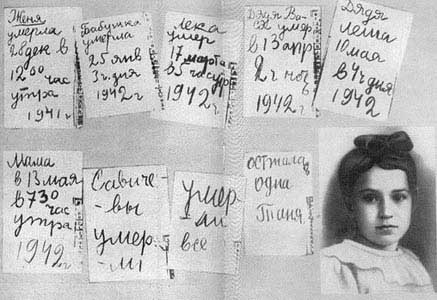
Сторінки щоденника і фотографія Тані

- 28 грудня 1941 року. Женя померла в 12 годин ранку.
- Бабуся померла 25 січня 1942-го, в 3 години дня.
- Лека помер 17 березня в 5 годин ранку.
- Дядько Вася помер 13 квітня в 2 години ночі.
- Дядько Леша 10 травня в 4 години дня.
- Мама — 15 травня в 7.30 ранку.
- Савичеви померли.
- Померли всі.
- Залишилася одна Таня.